# Arizona Barker
Arizona Clark Barker (urodzona jako Arizona Clark, znana też jako Ma Barker; ur. 8 października 1873 w stanie Missouri, zm. 16 stycznia 1935 w Ocklawaha w stanie Floryda) – domniemana przywódczyni rodzinnego gangu Barkerów.
Arizona Barker urodziła się w rolniczej rodzinie uprawiającej ziemię na wyżynie Ozark. Za mąż wyszła mając 13 lat. Z mężem miała czterech synów: Hermana, Lloyda, Freda i Arthura. Po rozstaniu z mężem utrzymywała się z prostytucji.
Mimo iż niewątpliwie synowie Ma Barker byli bezwzględnymi przestępcami, nie ma żadnego dowodu w dokumentach FBI na aktywne uczestnictwo Arizony w przestępstwach gangu.
Do dziś kwestią nierozstrzygniętą pozostaje czy Arizona Barker była przestępczynią, mózgiem wszystkich akcji czy też jest to jedynie manipulacja. Sugeruje się, że mit bezwzględnego „geniusza zbrodni” wymyślił J.E. Hoover, który po obławie w Oklawaha, gdzie zginęli Fred i Ma Barker, musiał jakoś załagodzić fakt, że jego agenci zabili niewinną kobietę. Po strzelaninie, podczas konferencji prasowej, wymyślił więc historię, że Ma była „mózgiem gangu” i że znaleziono ją z pistoletem maszynowym w dłoni. Hoover, aby bardziej uwiarygodnić historię, opisał scenę, jak agent Earl Connelley rozmawiał z Ma, a ta zatrzaskiwała mu drzwi przed nosem i zaczęła krzyczeć do swojego syna Freda aby „dał im popalić”. Żaden agent uczestniczący w obławie nie potwierdził takiego zajścia.
Hoover przypisał jej kierownictwo grupą przestępczą. Wedle jego wersji zorganizowała gang, w skład którego weszli jej synowie i kolejni kochankowie. Dokonał on kilkunastu napadów. W efekcie działań policji kolejni kochankowie Arizony Barker trafiali do więzienia, ale sama Arizona nie została oskarżona, ani nawet aresztowana, nigdy nikt nie był świadkiem jej udziału w napadzie, porwaniu czy jakimkolwiek innym przestępstwie. Podobny los jak kochanków spotykał także synów Arizony.
Gang Barkerów dokonał szeregu napadów rabunkowych w Kansas, Missouri i Minnesocie. W czerwcu 1933 roku  porwał Williama A. Hamma Jr., a w styczniu 1934 Edwarda G. Bremera. Kres działalności gangu położyło uznanie porwania za przestępstwo federalne ścigane przez FBI. Jednym z pierwszych celów kierowanego przez J. Edgara Hoovera biura stał się gang Barkerów. Agenci FBI błyskawicznie rozpracowali gang. 16 stycznia 1935 roku agenci FBI osaczyli Barkerów w Oklawaha na Florydzie. W rezultacie wymiany ognia Arizona Barker i jej syn Fred zginęli od kul agentów FBI.
Do biografii Arizony Barker nawiązuje piosenka „Ma Baker” grupy Boney M.